# Sapiyossi
Jonatão Katchitetele Eliseu (Angola, Luanda, Viana, 11 de noviembre de 1987), conocido como Sapiyossi, es un cantante, compositor, políglota, bailarín, coreógrafo, director artístico, diseñador gráfico, desarrollador web y diseñador de moda angoleño. Es fundador del género musical Zukuma y representante representante de la ONG LINÁLIA (Liga Internacional de Apoyo a Hogares e Internados en África).

## Primeros años
Katchitetele Eliseu nació en Angola, Luanda, Viana, el 11 de noviembre de 1987 durante la guerra civil angoleña en una base militar llamada RM 93. Es hijo del oficial superior Eliseu Fadário Kapitango, retirado de los servicios de telecomunicaciones de guerra, y de la Sra. Benita Jonatão, capitana de las reservas de las Fuerzas Armadas de Angola y los servicios de salud. Katchitetele Eliseu es padre de 3 hijos, y tiene nueve hermanos, de los cuales 7 hermanos están vivos.

## Educación
En los años 2003 a 2006, Katchitetele Eliseu asistió a la escuela secundaria Helsha-Day en Huambo para ciencias biológicas. En los años 2019 a 2020 estudió en la universidad VUB Vrije Universiteit Brussel en el Departamento de Idiomas y Literaturas, es políglota en seis idiomas: portugués, Umbundu, francés, inglés, español y holandés.

## Carrera
En 1997 y 2000 comenzó a tocar música, sus grabaciones iniciales se hicieron con instrumentos improvisados en casetes. En 2007 fue al estudio de grabación de DJ Nelinho. En 2007 debutó en el escenario nacional en el Cine Kilumba. Después de la guerra civil angoleña, utilizó la música como herramienta para expresar un mensaje de paz, amor y libertad a aquellos que se recuperaban del conflicto en Angola. En 2015, representó a Angola en la VII Bienal de Jóvenes Creadores de la CPLP en Mozambique, recibiendo reconocimiento nacional e internacional. En 2005, recibió el reconocimiento regional como mejor cantante y bailarín de Huambo. En 2009, fue nominado a la categoría «mejor cantante angoleño» en el concurso TV Choice.
En 2015, realizó giras nacionales e internacionales en Angola, República Democrática del Congo, en Kamako, Tshikapa y Kinshasa, y promovió a artistas locales. En 2015, firmó un contrato con el grupo musical Caso Micha en Angola, que terminó en 2016, el mismo año en que comenzó su carrera musical en solitario. En 2018, realizó una gira musical en cinco países europeos: Portugal, España, Francia, Bélgica y los Países Bajos. Después de que las experiencias rechazadas en el exilio, dejó voluntariamente el Fedasil, una familia belga lo acogió y encontró apoyo en la comunidad artística belga. Fue galardonado en la Feria de los Pescadores en honor al 73 cumpleaños de José Eduardo dos Santos, en Porto Amboim, Angola. En 2016, lanzó su sencillo debut en Angola, " Vão Me ver No binóculo", en el género musical de Kuduro, en 2018, "Money Money Money", en Bélgica, y en 2021, "No The War in Ukraine", "Fenacult", "Sinitralidade" y el álbum "Cinderela".
En 2019 participó y fue el director del concierto de orquesta organizado por Globe Aroma, actuando en Bruselas, Malinas y en París.En 2021 fundó una marca de ropa, JS-Fashion, con sede en Bruselas. En 2022 fundó el género musical Zukuma, caracterizado por melodías y ritmos africanos. En 2023 fundó el sello discográfico Zukuma Label, con sede en Bruselas.